# Symplectromyces
Symplectromyces Thaxt. – rodzaj grzybów z rzędu owadorostowców (Laboulbeniales). Grzyby mikroskopijne, pasożyty stawonogów, głównie owadów (grzyby entomopatogeniczne).

## Systematyka
Pozycja w klasyfikacji według Index Fungorum: Stigmatomyces, Laboulbeniaceae, Laboulbeniales, Laboulbeniomycetidae, Laboulbeniomycetes, Pezizomycotina, Ascomycota, Fungi.
Takson ten w 1908 r. utworzył Roland Thaxter. 

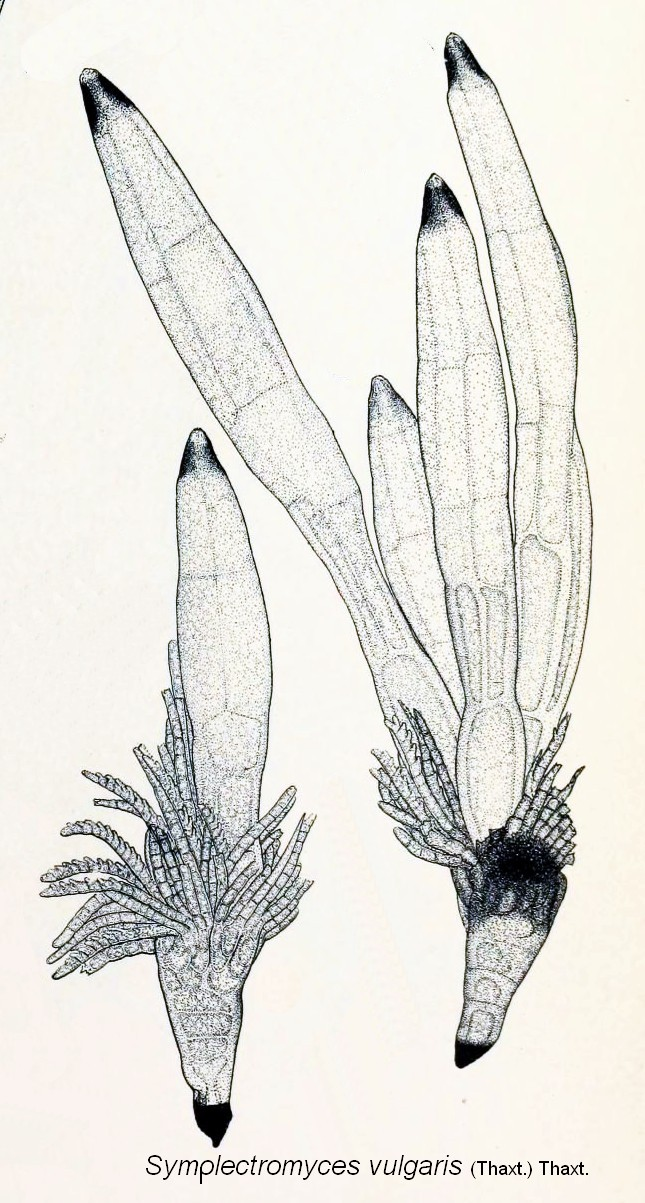
Dwie plechy Symplectomyces vulgaris

## Gatunki
Index Fungorum w 2020 r. wymienia 3 gatunki tego rodzaju. W Polsce ich występowanie jest jeszcze słabo zbadane. Tomasz Majewski, jedyny polski mykolog zajmujący się nimi na szerszą skalę, do 2003 r. stwierdził występowanie jednego z tych gatunków w Polsce – Symplectromyces vulgaris.
- Symplectromyces lapponicus Huldén 1983
- Symplectromyces rarus Huldén 1983
- Symplectromyces vulgaris (Thaxt.) Thaxt. 1908

Nazwy naukowe według Index Fungorum.